# Hans Kubis
Hans Walter Kubis (* 19. Juni 1924 in Neisse; † 23. Februar 1991 in Bruchsal) war Generalleutnant des Heeres der Bundeswehr.

## Leben
Hans Kubis trat als 17-Jähriger 1941 beim Panzergrenadierersatzbataillon 110 in Liegnitz in die Wehrmacht ein. Er wurde bei der Infanterie ausgebildet und war mit dem Panzergrenadierregiment 14 an der Ostfront. Er war Kompanieführer und Adjutant im Panzergrenadierregiment 13. Im Januar 1945 ging er in sowjetische Kriegsgefangenschaft.
Nach der Heimkehr aus der Kriegsgefangenschaft im November 1947 arbeitete Kubis von 1948 bis September 1951 war er Gedingeschlepper und Hauer im Steinkohlenbergbau unter Tage. Von Oktober 1951 bis Mai 1952 studierte er ein Semester Geologie an der Johann Wolfgang Goethe-Universität Frankfurt am Main. 
Im Mai 1952 trat Kubis in den Bundesgrenzschutz ein, wo er Zugführer, Personalsachbearbeiter und Lehroffizier an der Grenzschutzführerschule war, zuletzt als Oberleutnant im Bundesgrenzschutz.
Am 1. Juli 1956 trat Kubis im Dienstgrad Hauptmann zur neu gegründeten Bundeswehr über. Er wurde Kompaniechef im Grenadierbataillon 2 in Fulda, war Sachbearbeiter im Truppenamt in Köln und Kompaniechef im Panzerbataillon 273 in Böblingen.
Von 1961 bis 1963 absolvierte Kubis den 4. Generalstabslehrgang Heer an der Führungsakademie der Bundeswehr in Hamburg, wo er zum Offizier im Generalstabsdienst ausgebildet wurde. Anschließend wurde er G1 (Generalstabsoffizier für Personal) der 1. Luftlandedivision in Bruchsal und im April 1965 G3 derselben Division. Von 1967 bis 1969 war er Kommandeur des Panzergrenadierbataillons 281 in Neuburg an der Donau, dann Referent und Referatsleiter in der Abteilung Personal im Bundesministerium der Verteidigung (BMVg) in Bonn.
Von September 1973 bis März 1976 war er Brigadekommandeur der Luftlandebrigade 26 in Saarlouis und anschließend bis September 1977 Stabsabteilungsleiter I im Führungsstab des Heeres im BMVg. Im Oktober 1977 wurde er Divisionskommandeur der 1. Luftlandedivision in Bruchsal und wechselte im Oktober 1979 als stellvertretender Abteilungsleiter Personal zurück ins BMVg. In seiner letzten Verwendung war er von Oktober 1982 bis zu seiner Versetzung in den Ruhestand mit Ablauf des September 1984 Abteilungsleiter Personal im BMVg. In dieser Position war er eng in die Kießling-Affäre verwickelt.
Kubis wurde in erster Ehe der Vater zweier Söhne. Nach seiner Scheidung heiratete er erneut.

## Auszeichnungen
- Eisernes Kreuz I. Klasse, August 1944
- Verwundetenabzeichen in Schwarz, September 1943
- Verdienstkreuz am Bande des Verdienstordens der Bundesrepublik Deutschland (1975)
- Verdienstkreuz Erster Klasse des Verdienstordens der Bundesrepublik Deutschland (1979)
- Großes Verdienstkreuz des Verdienstordens der Bundesrepublik Deutschland (1983)
- Ehrenkreuz der Bundeswehr in Gold, Juni 1984